# Erinnerungsblätter deutscher Regimenter

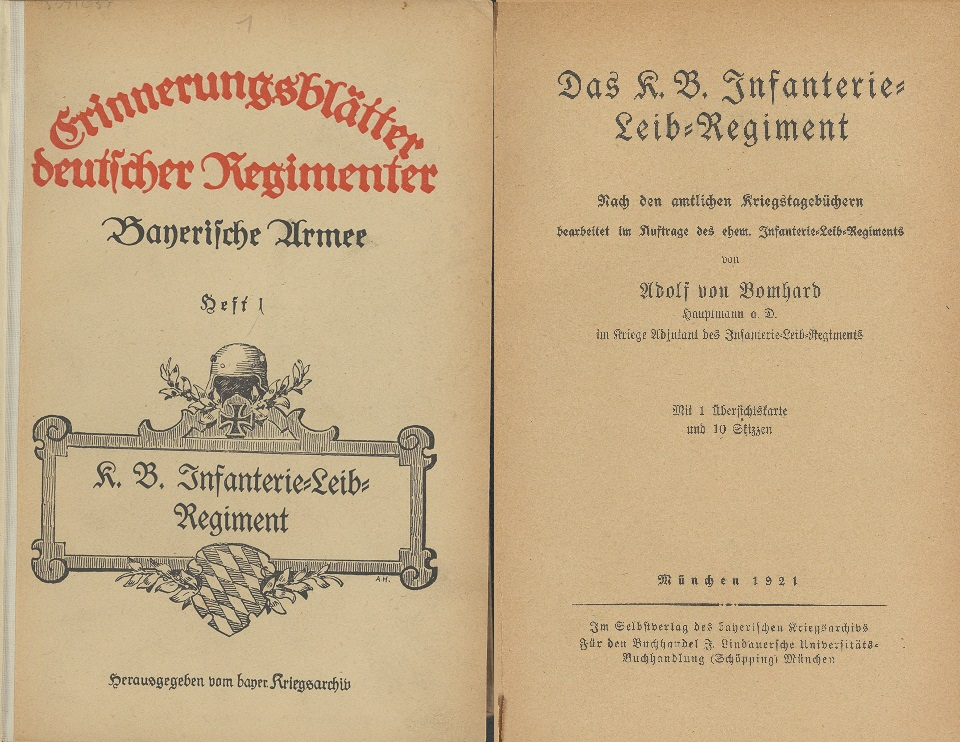
Einband und Titelseite von Band 1 der Bayerischen Reihe, 1922

Erinnerungsblätter deutscher Regimenter ist eine Buchreihe, die nach Ende des Ersten Weltkriegs bis in die 1940er Jahre hinein veröffentlicht wurde. Jeder Band beschrieb die Einsatzgeschichte eines Regiments oder selbständigen Bataillons des deutschen Heeres im Weltkrieg. Insgesamt erschienen 1.250 Bände. Die Erinnerungsblätter erschienen in vier regionalen Teilen mit separat laufender Nummerierung für die preußischen, bayerischen, sächsischen und württembergischen Einheiten. Letztere regionale Reihe trug den Titel Die württembergischen Regimenter im Weltkrieg.

## Entstehung und Inhalt

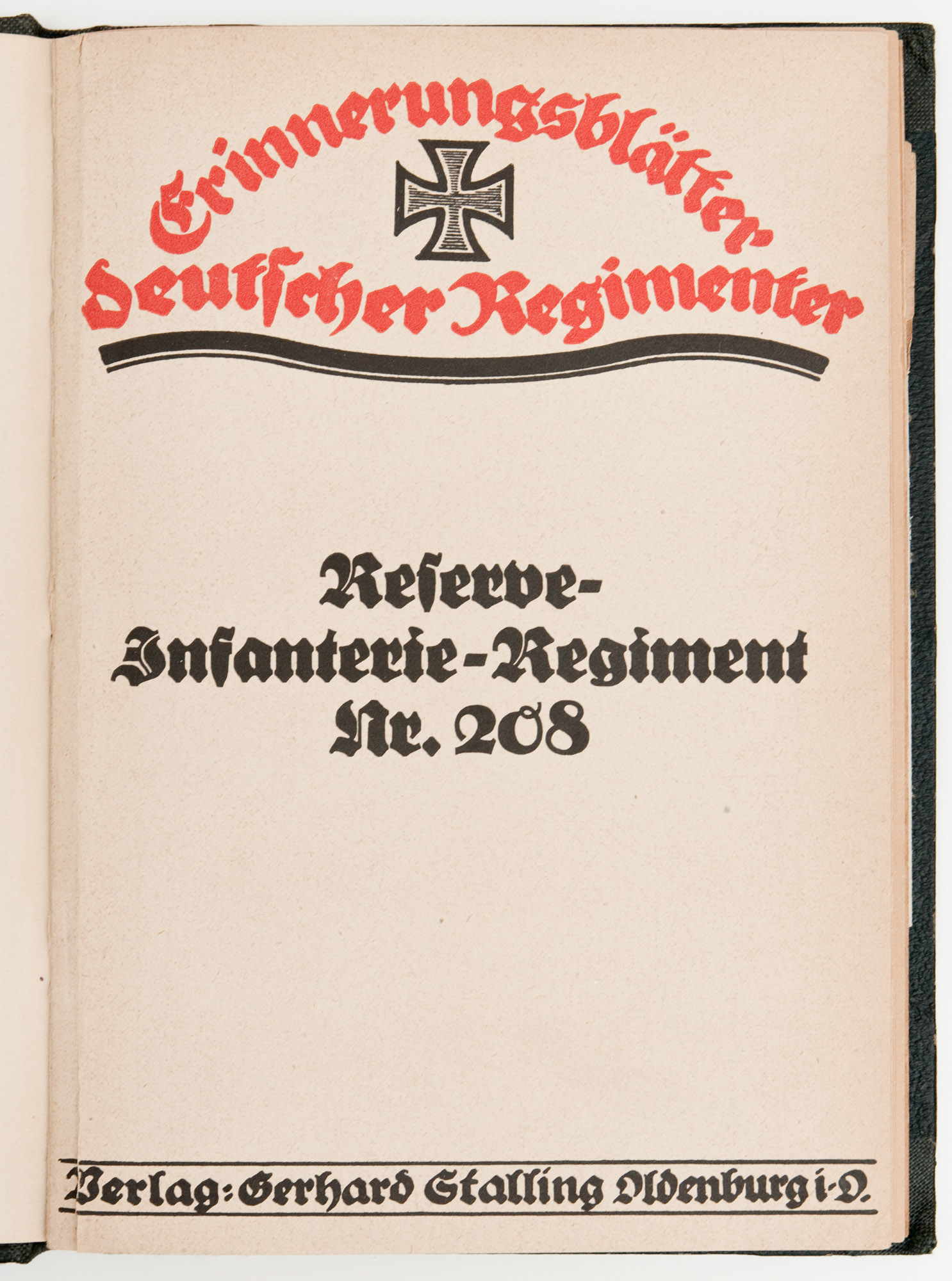
Regimentsgeschichte des Reserve-Infanterie-Regiment Nr. 208

Die entscheidende Rolle bei der Konzeption und Ausrichtung der Reihe spielte George Soldan vom Reichsarchiv, der dort ab 1919 die Abteilung Volkstümliche Schriften leitete. Die Bände tragen den Titelzusatz Nach amtlichen Kriegstagebüchern bearbeitet, was auf die zentrale Unterstützung mit Archivmaterialien durch das Reichsarchiv verweist – insbesondere die Kriegstagebücher der Einheit selbst. Die Unterstützung durch das Reichsarchiv war regional organisiert, die Hauptstelle (Deutsches Reichsarchiv Potsdam) betreute die preußische Reihe, das Bayerische Kriegsarchiv in München unterstützte die bayerische Reihe, und Zweigstellen des Reichsarchivs in Dresden und Stuttgart unterstützten die sächsische bzw. württembergische Reihe. Außerhalb der Buchreihe Erinnerungsblätter deutscher Regimenter, aber mit ähnlicher Ausrichtung und mit Unterstützung durch das Reichsarchiv erschien ab 1929 die Truppengeschichts-Reihe Aus Deutschlands großer Zeit in Zeulenroda.
Die typische Gliederung eines Bandes umfasst die Aufstellung bzw. Mobilmachung, die Teilnahme an Schlachten 1914–18, den Heimmarsch und Verbleib nach dem Waffenstillstand, eine Liste der Kommandeure und die Stellenbesetzung mit Offizieren sowie Verlustlisten. Manchmal findet sich in den Bänden auch eine Vorgeschichte des Regiments von der Gründung bis 1914, Karten und Fotos, seltener komplette Listen des Mannschaftsbestands. Der Umfang der Bände beträgt häufig mehrere hundert Seiten. Fußnoten oder ein Literaturverzeichnis gibt es fast nie.
Die Autoren der einzelnen Bände waren häufig selbst als Offiziere oder gar Kommandeure der beschriebenen Einheiten im Fronteinsatz und erfuhren Unterstützung durch die Ehemaligen-Vereine ihrer Regimenter. Insofern zählen die Bände zur Erinnerungsliteratur. Diese Truppen- und Regimentsgeschichten bildeten einen Teil der Kultur der Kriegsveteranen und richteten sich explizit an Ehemalige und deren Familien im Sinne einer Ehrung aller Regimentsangehörigen und des Gedenkens an die gefallenen und verwundeten Kameraden. Militärgeschichte wird in „diesen Schriften mit Kriegs- und Operationsgeschichte gleichgesetzt“, die Schattenseiten des Krieges wurden ausgeblendet und das Kriegsgeschehen wurde heroisiert. Ungeachtet dieser Wertung sind die Schriften der Reihe als Sekundärquelle für die historische Forschung von Bedeutung, da die darin verarbeiteten Akten aus dem Reichsarchiv beim britischen Luftangriff auf Potsdam 1945 weitgehend verbrannt sind.
Auch von Familienforschern werden die Bände benutzt. Zum einen sind die darin enthaltenen Verlustlisten meist komplett und häufig mit Details zum Ort des Todes ausgestattet. Zum anderen bieten die Bände bei Weltkriegsteilnehmern, von denen weder Briefe noch Tagebücher überliefert sind, die ausführlichste Darstellung der konkreten Einsätze, auch wenn der Umgang mit Tod und Kriegsgräueln nicht heutiger Sicht entspricht.

## Regionale Teile der Buchreihe
Die folgenden Tabellen geben zu jeder der vier Armeen (Preußen, Bayern, Sachsen, Württemberg) Beispiele aus den verschiedenen Waffengattungen. Die Tabellen erheben keinen Anspruch auf Vollständigkeit. Vorzugsweise wurden digitalisiert vorliegende Bände gewählt.

### Preußische Einheiten
Die Reihe zu den Regimentern und selbständigen Bataillonen der Preußischen Armee erschien von 1920 (Band 1) bis 1942 (Band 372) beim Stalling-Verlag in Oldenburg (O).
| Bd. | Beschriebene Einheit                                                              | Kurz      | Gattung    | Autor                                  | Jahr  | Digitalisat / Code             | Bemerkungen |
| --- | --------------------------------------------------------------------------------- | --------- | ---------- | -------------------------------------- | ----- | ------------------------------ | --- |
| 10  | 2. Nassauisches Infanterie-Regiment Nr. 88                                        | IR-88     | Infanterie | Walther Schmidt                        | 1921  | urn:nbn:de:101:1-201212024114  | |
| 14  | 4. Schlesische Infanterie-Regiment Nr. 157                                        | IR-157    | Infanterie | Paul Tiede, Hiemer, Röhricht           | 1922  | urn:nbn:de:101:1-20130505473   | Tiede war erster Weltkriegs-Kdr. des Regiments. |
| 31  | Samländisches Pionier-Bataillon Nr. 18                                            | PiB-18    | Pioniere   | Calsow                                 | 1922  | urn:nbn:de:101:1-201304288484  | Calsow war vor 1914 beim PiR 18, Vorläufer des PiB-18 |
| 34  | Brandenburgisches Jäger-Bataillon Nr. 3                                           | JgB-3     | Jäger      | Müller, Friedrich                      | 1922  | urn:nbn:de:101:1-201402236359  | Müller war im Krieg zum JB-3 kommandiert. |
| 56  | Infanterie-Regiment "von Courbière" (2. Pos.) Nr. 19                              | IR-19     | Infanterie | Max Schubert                           | 1922  | urn:nbn:de:101:1-201304288277  | |
| 63  | Lauenburgisches Feldartillerie-Regiment Nr. 45                                    | FAR-45    | Artillerie | Bene, Otto                             | 1923  | urn:nbn:de:101:1-201308254627  | Leutnant Bene diente von 1914 bis 1919 im FAR-45, zuletzt als Ordonnanzoffizier im Regimentsstab. |
| 69  | Grenadier-Regiment „König Friedrich Wilhelm II.“ (1. Schlesisches) Nr. 10         | IR-10     | Infanterie | Wilhelm von Schütz, Friedrich Hochbaum | ²1924 | urn:nbn:de:101:1-201309019426  | Generalmajor von Schütz war der letzte Kommandeur des Regiments. Hochbaum, von 1913 bis 1918 im Regiment zuletzt als Regimentsadjutant, diente in der Reichswehr und brachte es in der Wehrmacht 1944 als General der Infanterie zum Kommandierenden General. |
| 76  | Feldartillerie-Regiment "von Clausewitz" (1. Oberschles.) Nr. 21                  | FAR-21    | Artillerie | Herbert Jancke                         | 1923  | urn:nbn:de:101:1-201604031163  | Regierungsrat Dr. Jancke war Oberleutnant d.R. des Regiments. |
| 77  | 2. Oberschlesisches Feldartillerie-Regiment Nr. 57                                | FAR-57    | Artillerie | Friedrich Uebe                         | 1923  | urn:nbn:de:101:1-201604172760  | Uebe (* 1884) diente von 1914 bis 1918 im Regiment als Rgt.Adjutant, Batterieführer und zuletzt als Major und Abteilungskommandeur. |
| 82  | 2. Eskadron, Dragoner-Regiment „König Albert von Sachsen“ (Ostpreußisches) Nr. 10 | II./DR-10 | Kavallerie | Brix, Kurt                             | 1923  | urn:nbn:de:101:1-2016091815118 | Brix war langjähriger Chef der II. Eskadron |
| 111 | 2. Oberrheinisches Infanterie-Regiment Nr. 99                                     | IR-99     | Infanterie | Petri, Hans                            | 1925  | urn:nbn:de:101:1-2013090112822 | Petri war Kommandeur des II. Bataillons des IR-99 |

### Bayerische Einheiten
Die Reihe zu den Regimentern und selbständigen Bataillonen der Bayerischen Armee erschien von 1921 (Band 1) bis 1940 (Band 92) beim Verlag des Bayerischen Kriegsarchivs in München, Druckerei Verlagsbuchhandlung Schick.
| Bd. | Beschriebene Einheit                                                                             | Kurz   | Gattung    | Autor                            | Jahr | Digitalisat / Code             | Bemerkungen |
| --- | ------------------------------------------------------------------------------------------------ | ------ | ---------- | -------------------------------- | ---- | ------------------------------ | --- |
| 1   | Königlich Bayerisches Infanterie-Leib-Regiment                                                   | IR-L   | Infanterie | Bomhard, Adolf von               | 1921 | urn:nbn:de:101:1-201208053985  | Bomhard war während Kriegs Zug-, Kompanie- bzw. Bataillonsführer im Regiment.                                             |
| 18  | Königlich Bayerisches 21. Reserve-Infanterie-Regiment                                            | RIR-21 | Infanterie | Ritter von Braun, Julius         | 1923 | urn:nbn:de:101:1-201212231311  | |
| 23  | Königlich Bayerisches 23. Feldartillerie-Regiment                                                | FAR-23 | Artillerie | Mezger, Grafwallner, Grünzweig   | 1923 | urn:nbn:de:101:1-201304287719  | Verfasser waren mehrere Regimentsangehörige des FAR-23.                                                                   |
| 29  | Königlich Bayerisches 7. Chevaulegers-Regiment „Prinz Alfons“                                    | ChR-7  | Kavallerie | Dihm, Hermann                    | 1924 | urn:nbn:de:101:1-2013090114438 | Dihm war Offizier in der 4. Eskadron des ChR-7 von 1914 bis 1917                                                          |
| 35  | Kgl. Bayer. 1. Jägerbataillon / Kgl. Bayer. 2. Jägerbataillon / Kgl. Bayer. Jäger-Regiment Nr. 1 | JgB-1  | Jäger      | Paulus, Karl und Oeffner, Robert | 1925 | urn:nbn:de:101:1-201304289079  | Paulus war Kommandeur des JgR-1, Oeffner Bataillonsadjutant im JgB-2. Letztere verfasst den Buchteil zu seinem Bataillon. |
| 88  | Königlich Bayerisches 6. Reserve-Infanterie-Regiment                                             | RIR-6  | Infanterie | Bezzel, Oskar                    | 1938 |                                | |

### Sächsische Einheiten
Die Reihe zu den Regimentern und selbständigen Bataillonen der Sächsischen Armee erschien von 1921 (Band 1) bis 1939 (Band 80) beim Verlag der Buchdruckerei der Wilhelm und Bertha von Baensch Stiftung (kurz: Baensch-Stiftung) in Dresden.
| Bd. | Beschriebene Einheit                                                                      | Kurz   | Gattung    | Autor                | Jahr | Digitalisat / Code            | Bemerkungen                                                                                    |
| --- | ----------------------------------------------------------------------------------------- | ------ | ---------- | -------------------- | ---- | ----------------------------- | ---------------------------------------------------------------------------------------------- |
| 4   | 5. Königlich Sächsisches Feldartillerie-Regiment Nr. 64                                   | FAR-64 | Artillerie | Wagner, Erich        | 1922 | urn:nbn:de:101:1-201303244950 | Generalmajor a. D. Wagner war von 1914 bis 1915 Regimentskommandeur des FAR-64.                |
| 9   | Ulanen-Regiment „Kaiser Wilhelm II., König von Preußen“ (3. Königlich Sächsisches) Nr. 21 | UR-21  | Kavallerie | Simon-Eberhard, Hans | 1923 | urn:nbn:de:101:1-201303312819 | Simon-Eberhard war im Krieg Rittmeister an der Kavallerie-Schule Hannover, also nicht im UR-21 |
| 11  | Reserve-Jäger-Bataillon (Königlich Sächsisches) Nr. 26                                    | JgB-26 | Jäger      | Lehmann, Heinz       | 1923 | urn:nbn:de:101:1-201308254195 | Lehmann war während des ganzen Kriegs Kompanieführer im RJB-26                                 |
| 29  | Infanterie-Regiment „König Ludwig III. von Bayern“ (3. Königlich Sächsisches) Nr. 102     | IR-102 | Infanterie | Zipfel, Georg        | 1925 | urn:nbn:de:101:1-201303312092 | Oberleutnant Zipfel war im Krieg Führer der 2. MG-Kompanie des IR-102                          |

### Württembergische Einheiten
Die Reihe zu den Regimentern und selbständigen Bataillonen der Württembergischen Armee erschien von 1920 (Band 1) bis 1936 (Band 52) beim Belser-Verlag in Stuttgart. Als Herausgeber fungierte der württembergische Generalmajor Hugo Flaischlen. Unterstützung mit Archivalien leistete eine 1920 gegründete Zweigstelle des Reichsarchivs in Stuttgart, ab 1921 unter Leitung von Maximilian von Haldenwang.
| Bd. | Beschriebene Einheit                                    | Kurz   | Gattung    | Autor                          | Jahr | Digitalisat / Code                      | Bemerkungen                                                                                               |
| --- | ------------------------------------------------------- | ------ | ---------- | ------------------------------ | ---- | --------------------------------------- | --- |
| 1   | 9. Württembergisches Infanterie-Regiment Nr. 127        | IR-127 | Infanterie | Schwab, Adolf und Schreyer, A. | 1920 | urn:nbn:de:bsz:24-digibib-bsz4079495859 | Oberstleutnant Schwab war von 1916 bis 1918 Kommandeur des IR-127                                         |
| 2   | Württembergische Gebirgs-Artillerie                     | FAR-64 | Artillerie | Seeger, Alfred                 | 1920 | urn:nbn:de:bsz:24-digibib-bsz4079491350 | Zusammengefasste Geschichte der Gebirgs-Kanonen-Batterien 6, 8, 11, 13 und Gebirgs-Artillerie-Abteilung 4 |
| 11  | Dragoner-Regiment „König“ (2. württembergisches) Nr. 26 | DrR-26 | Kavallerie | Wehl, Achim                    | 1921 | urn:nbn:de:bsz:24-digibib-bsz4079441091 | Oberstleutnant Wehl war 1914 Kommandeur des Dragoner-Regiments 26                                         |
| 41  | Württembergisches Pionier-Bataillon Nr. 13              | PiB-13 | Pioniere   | Knies, Ludwig                  | 1927 | urn:nbn:de:bsz:24-digibib-bsz4080081138 | Oberstleutnant Knies hatte keinen Kriegsdienst im PiB-13 geleistet.                                       |

## Bände
- Erinnerungsblätter deutscher Regimenter. Ehemals preußische Truppenteile, Stalling, Oldenburg 1920 (Band 1) bis 1942 (Band 372), ZDB-ID 918874-5.
- Erinnerungsblätter deutscher Regimenter. Kgl. Bayr. Armee. Schick, München 1921 (Band 1) bis 1940 (Band 92), ZDB-ID 918873-3.
- Erinnerungsblätter deutscher Regimenter. Sächsische Armee. Baensch-Stiftung, Dresden 1921 (Band 1) bis 1939 (Band 80), ZDB-ID 918875-7.
- Die württembergischen Regimenter im Weltkrieg 1914–18, herausgegeben von Hugo Flaischlen. Belser, Stuttgart 1920 (Band 1) bis 1936 (Band 52), urn:nbn:de:bsz:24-digibib-bsz4079397415.
- Aus Deutschlands großer Zeit – Heldentaten deutscher Regimenter. Die Anteilnahme der Truppenteile der ehemaligen deutschen Armee am Weltkriege. Sporn, Zeulenroda 1929 (Band 1) bis 1941 (Band 119), ZDB-ID 1018730-3.